# Johannes Eccard

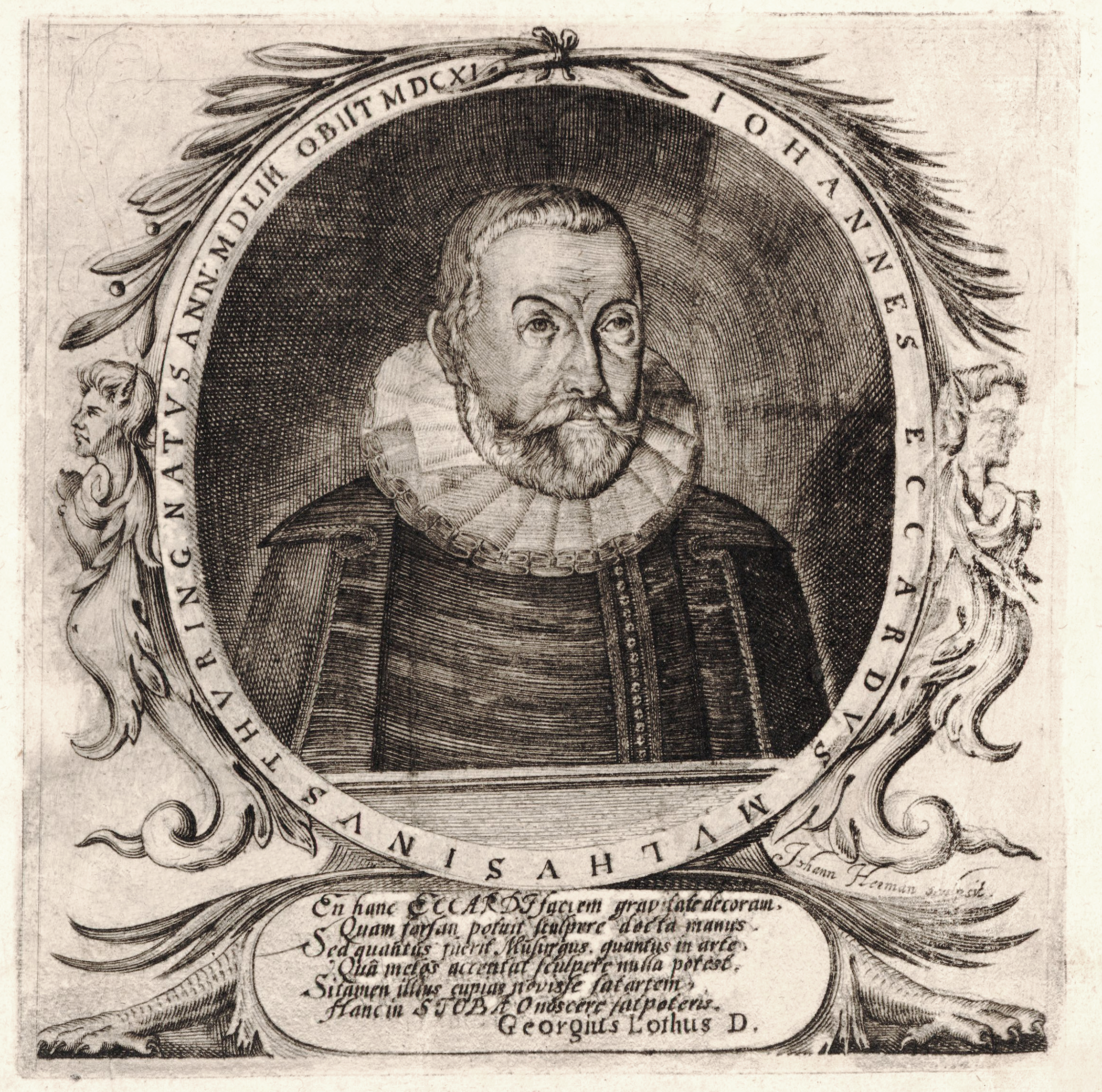
Johannes Eccard

Johannes Eccard (* 1553 in Mühlhausen/Thüringen; † Herbst 1611 in Berlin) war ein deutscher Komponist und Kapellmeister.

## Leben
Johannes Eccard war als Sängerknabe Mitglied der Hofkapelle Weimar. Als Schüler von Ludwig Helmbold und Joachim a Burck wirkte er kurze Zeit als Sänger unter Orlando di Lasso in München und machte von dort aus eine Studienreise nach Venedig. Dort besuchte er unter anderem Andrea Gabrieli, Claudio Merulo und Gioseffo Zarlino. Nach einem kurzen Aufenthalt in seiner Heimatstadt Mühlhausen (1573/74) wurde er von Jakob Fugger als Organist nach Augsburg berufen.
1579 wechselte er nach Königsberg in die Dienste des Markgrafen Georg Friedrich von Ansbach, der ihn für seine Hofkapelle engagierte. Hier wurde er zunächst Assistent von Teodoro Riccio, 1580 Vizekapellmeister. Sechs Jahre später wurde Eccard die Nachfolge Riccios übertragen, erst 1604 wurde er jedoch offiziell zum Kapellmeister ernannt. 1608 folgte er einem Ruf als kurfürstlicher Kapellmeister und Domkantor an den Hof nach Berlin.
Er schuf etwa 250 geistliche und weltliche mehrstimmige Lieder, dabei vertonte er oft Texte von Ludwig Helmbold. Seine Sammlung Preussische Festlieder wurde 1642 und 1644 in zwei Teilen von Johann Stobäus in Elbing veröffentlicht. Weitere Werke, darunter mehrere Messen, sind handschriftlich erhalten.

## Werke
Zu einer Gesamtübersicht siehe Verzeichnis der im deutschen Sprachbereich erschienenen Drucke des 16. Jahrhunderts (VD 16) und Verzeichnis der im deutschen Sprachbereich erschienenen Drucke des 17. Jahrhunderts (VD 17)
- Nun schürz dich, Gretlein, schürz dich
- Übers Gebirg Maria geht
- O Freude über Freud
- Maria wallt zum Heiligtum
- Christ ist erstanden
- Ich lag in tiefer Todesnacht
- 1591: Es rühmt die Heilige Schrift
- 1597: Verleih uns Frieden gnädiglich
- 1600: Nachdem die Sonn beschlossen

Im Evangelischen Gesangbuch: Melodie zum Tauflied Ach lieber Herre Jesu Christ (EG 203); Text des Abendliedes Mein schönste Zier und Kleinod (EG 473).